# Gordel van smaragd (beeld)
Gordel van smaragd is een artistiek kunstwerk in Amsterdam-Oost.
Het kunstwerk hangt aan de gevel van de Sumatrastraat 146-160 in de Indische Buurt, vernoemd naar Nederlands-Indië, door Multatuli ook wel de Gordel van smaragd genoemd. Deze buurt onderging rond 1980 en ook rond 1997 een grootscheepse renovatie. Zo werd in 1997 en 1998 gebouwd aan complex Valentijn ten behoeve van Woningstichting Ons Belang (opgegaan in Woningstichting Eigen Haard). Wethouder Duco Stadig kwam het complex openen. Het complex genoemd naar de achterliggende Valentijnkade bevatte 114 woningen binnen de segmenten sociale woningbouw en koopwoningen.  
Een nadeel van het complex was dat de architecten Zdeněk Zavřel en Marcel Baake van Atelier Z. Zavrel Architecten bij dat geveldeel aan de Sumatrastraat met sociale woningbouw een groot vlak baksteen had bedacht met kleine raampjes. De bewonerscommissie wilde dat in samenwerking met het Eigen Haard Fonds wat opfleuren. Kunstenaar Peter Doeswijk kwam in november 2015 daarop met een kaart van Indonesië (60 grootste eilanden) uitgevoerd in groen fluorescerend plexiglas; de smaragd is immers groen.
Peter Doesberg maakte allerlei tijdelijke kunst in Amsterdam, maar deze kent een permanente opstelling.